# Терновка-Николаевская
Терно́вка-Никола́евская (укр. Тернівка-Миколаївська) — линейная пассажирская железнодорожная станция Херсонской дирекции Одесской железной дороги на 85-м километре линии Колосовка — Николаев.
Расположена между станциями Баловное (5 км) и Мешково (15 км). Расстояние от станции Одесса-Главная — 223 км, от станции Николаев — 21 км.
Открыта в 1969 году. Названа по имени посёлка городского типа Терновка, позднее вошедшего в городскую черту Николаева. Останавливаются только пригородные поезда, курсирующие каждую среду, субботу и воскресенье. Продажа билетов на все пассажирские поезда. Приём и выдача багажа не производятся.